# Pichitchai Sienkrthok
Pichitchai Sienkrthok (thailändisch พิชิตชัย เศียรกระโทก; * 18. März 2003), auch als Bank bekannt, ist ein thailändischer Fußballspieler.

## Karriere

### Verein
Pichitchai Sienkrthok spielte in der Saison 2021/22 beim Drittligisten Koh Kwang FC. Mit dem Verein aus Chanthaburi spielte er dreimal in der Eastern Region der Liga. Im August 2022 wechselte er zu dem in der Western Region spielenden Samut Songkhram FC. Für den Verein aus Samut Songkhram, mit dem er am Ende der Saison Vizemeister der Region wurde, bestritt er zwölf Ligaspiele. Nach einer Saison unterschrieb er im August 2023 einen Vertrag beim Erstligisten Police Tero FC. Im Januar 2024 wechselte er auf Leihbasis zum Zweitligisten Dragon Pathumwan Kanchanaburi FC. Sein Zweitligadebüt für den Verein aus Kanchanaburi gab Pichitchai Sienkrthok am 3. Februar 2024 (22. Spieltag) im Heimspiel gegen den Pattaya United FC. Bei der 3:2-Heimniederlage stand er in der Startelf und wurde nach der Halbzeit gegen Ittipol Akpatcha ausgewechselt. Am 15. Juni 2024 stand er mit Kanchanaburi im Finale des FA Cup. Das Spiel gegen den Erstligisten Bangkok United verlor man nach Elfmeterschießen. Nach zwölf Ligaspielen kehrte er nach der Ausleihe im Sommer 2024 zum Police zurück. Im August 2025 wechselte er zum Erstligisten Port FC. Am gleichen Tag wechselt er wieder auf Leihbasis für eine Spielzeit zu Police Tero in die zweite Liga.

### Nationalmannschaft
Pichitchai Sienkrthok gab sein Debüt in der thailändischen U23-Nationalmannschaft am 22. März 2025 in einem Freundschaftsspiel gegen Katar. Bei der 2:1-Niederlage im Abdullah-bin-Khalifa-Stadion wurde er in der 58. Minute für Seksan Ratree eingewechselt.

## Erfolge
Dragon Pathumwan Kanchanaburi FC
- Thailändischer Pokalfinalist: 2023/24